# Tom Turesson
Tom Turesson (17 de maio de 1942 – 13 de dezembro de 2004) foi um futebolista sueco que atuava como atacante.

## Carreira
Turesson competiu na Copa do Mundo de 1970, sediada no México, na qual a seleção de seu país terminou na nona colocação dentre os 16 participantes.